# 上野 (ラブホスタッフ)
上野（うえの）は、日本の恋愛コラムニスト。『ラブホの上野さん』シリーズで知られる。

## 人物
都内でラブホテルスタッフとして働く傍ら、恋愛コラムを執筆している。自分が勤務するラブホテルの売上増加を狙い、ラブホテルへの誘い方をTwitterで書いていたところ、そのテクニックが話題となり恋愛コラムを執筆することとなった。『ラブホの上野さん』として自身の名前がタイトルとなり、書籍化、コミカライズ、ドラマ化を果たした。
2023年時点で、Twitterのフォロワー数は36.8万人。「でございます」と言った、独特な敬語表現で執筆したり、インタビューに答えたりする。恋愛相談に答える形での執筆が多く、「毒にも薬にもならないことを言わない」ことを意識して書いているとインタビューで答えている。

## 著書・メディアミックス

### 書籍
- ごきゅうけいですか? ラブホスタッフの上野さん（KADOKAWA メディアファクトリー、2015年）
- ラブホの上野さんの恋愛相談（KADOKAWA エンターブレイン、2016年）
- ラブホの上野さんの恋愛相談2（KADOKAWA エンターブレイン、2016年）

### 漫画
- 上野（原案）・博士（作画）『月刊コミックフラッパー』（KADOKAWA メディアファクトリー、2014年7月号-2018年10月号）
- 上野（原案）・博士（作画）『ラブホの上野さん 目指せモテルート!』（KADOKAWA コンビニ販売コミックス、2017年）
- 上野（原案）・高倉 みどり（作画）『ラブゼミ 〜上野教授の恋愛講義〜(1) 』（アフタヌーンKC、2021年）

### ドラマ
- ラブホの上野さん Season1 (フジテレビ、2017年1月19日 - 2017年4月5日）
- ラブホの上野さん Season2（フジテレビ、2017年10月12日 - 2017年12月21日）